# Lil Eazy-E
Eric Darnell Wright Jr., mest känd under sitt artistnamn Lil Eazy-E, född 23 april 1984 i Compton, Kalifornien, är en amerikansk rappare och HIV-aktivist, son till rapparen Eazy-E. 
Lil Eazy-E är en tidigare medlem av Kelly Park Compton Crips.[källa behövs] 2005 släppte han singeln Gangsta Shit med skivbolaget Virgin Records.